# Nikołaj Nowosilcow

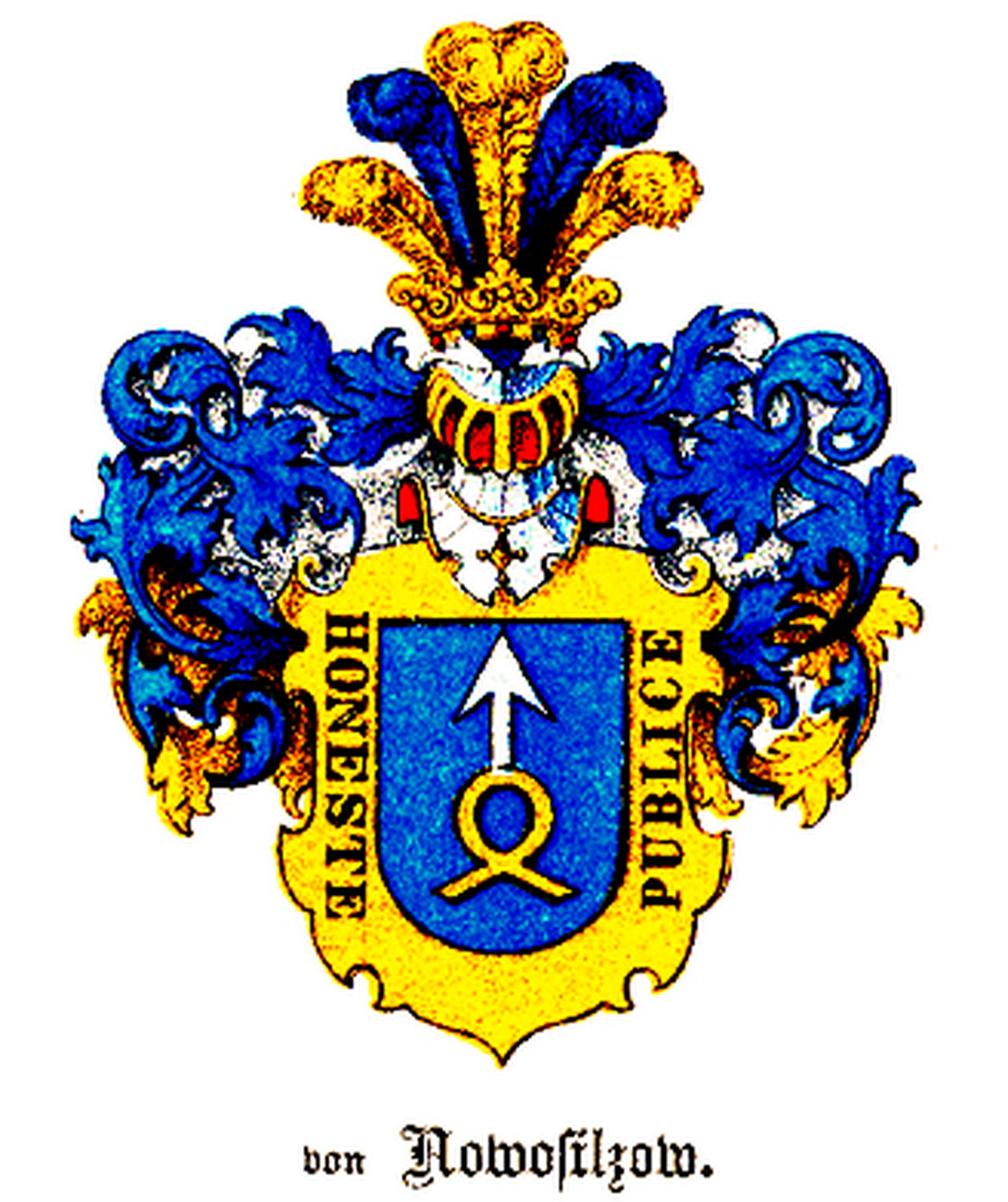
Herb

Nikołaj Nikołajewicz Nowosilcow (ros. Николай Николаевич Новосильцев lub Новосильцов, ur. 1761, zm. 8 kwietnia?/20 kwietnia 1838 w Petersburgu) – rosyjski hrabia (1833), polityk i działacz państwowy.
Zastępca przewodniczącego Rady Najwyższej Tymczasowej Księstwa Warszawskiego, sprawujący nadzór nad policją w latach 1813–1815, i kontrolę nad skarbem od 1814 roku, przewodniczący Komitetu Wyższego Nadzoru Policyjnego, w 1815 roku członek Rządu Tymczasowego Królestwa Polskiego, przewodniczący Petersburskiej Akademii Nauk 1803–1810.
Postać Nikołaja Nowosilcowa pojawia się w III części Dziadów (1832) Adama Mickiewicza.

## Życiorys
Uczył się w Korpusie Paziów.
Służył w rosyjskiej armii w latach 1783-1796 i uczestniczył w pokonaniu insurekcji kościuszkowskiej w 1794 w Polsce i na Litwie. Odsunięty w 1796 przebywał w Londynie.
Jeden z najbliższych współpracowników Aleksandra I w pierwszych latach jego panowania. Mając pełne zaufanie Aleksandra I był członkiem Tajnej Komisji. Był dyplomatą w latach 1804-1809. Zawarł w 1805 antynapoleoński sojusz z Wielką Brytanią.
13 marca 1813 wszedł do pięcioosobowej Rady Najwyższej Tymczasowej okupowanego Księstwa Warszawskiego, w latach 1813-1815 zarządzał jego finansami. Z inicjatywy Nowosilcowa, Aleksandra Rożnieckiego, przy wsparciu Mateusza Lubowidzkiego powołano Biuro Centralne Policji dla Warszawy i Królestwa Polskiego. Powołał w Królestwie Kongresowym Wyższą Wojskową Tajną Policję. W latach 1815–1830 komisarz carski przy Radzie Stanu Królestwa Polskiego. Wróg polskich ruchów wolnościowych, rusyfikator.
Od 1824 kurator wileńskiego okręgu szkolnego. Prowadził intrygi przeciw Adamowi Jerzemu Czartoryskiemu. Doprowadził do likwidacji Filomatów i Filaretów w prowincjach zabranych. Od 1832 do 1838 roku przewodniczący Rady Państwa i Komitetu Ministrów Imperium Rosyjskiego.
Był członkiem honorowym Towarzystwa Warszawskiego Przyjaciół Nauk.

## W kulturze
Nowosilcow jest głównym antagonistą dramatu Dziady część III Adama Mickiewicza.
Postać Nikołaja Nowosilcowa występuje w filmie Chopin. Pragnienie miłości (2002) w reżyserii Jerzego Antczaka. Rolę tę grał Piotr Fronczewski.

## Odznaczenia
W 1818 został odznaczony Orderem Orła Białego. W 1830 roku został kawalerem Orderu Świętego Stanisława 1. klasy.